# Stade du 15-Octobre
Le stade du 15-Octobre (arabe : ملعب 15 أكتوبر) est un stade tunisien situé à Bizerte (65 kilomètres au nord-ouest de Tunis).
Il dispose d'une capacité de 20 000 places dont 4 000 sont couvertes. Ce stade a abrité des matchs de la CAN 2004, qui a d'ailleurs été remporté par la sélection tunisienne, mais il est habituellement utilisé par le Club athlétique bizertin.
Le stade tient son nom chiffré de la date correspondant à l'évacuation du dernier soldat étranger de la Tunisie indépendante, le 15 octobre 1963. L'espace consacré aux différents médias est doté de 170 postes de travail.

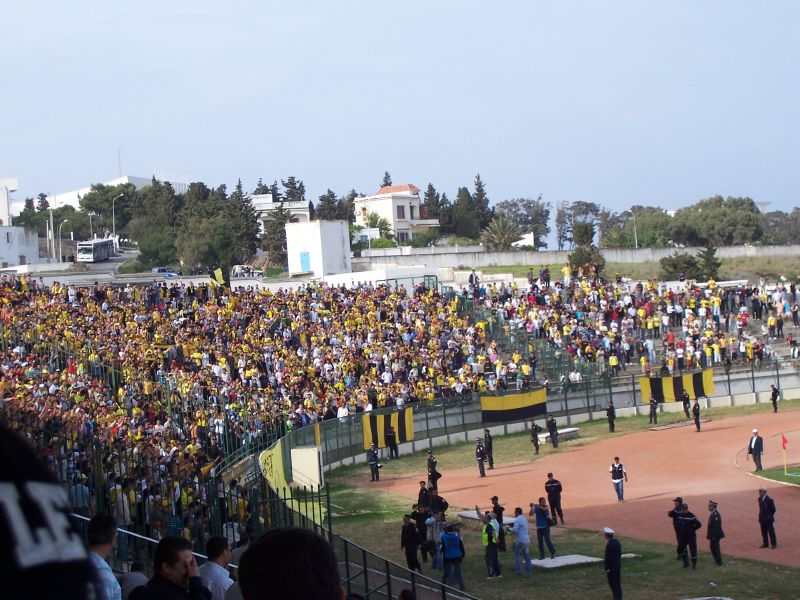
Vue d'une tribune du stade le 1er mai 2008.
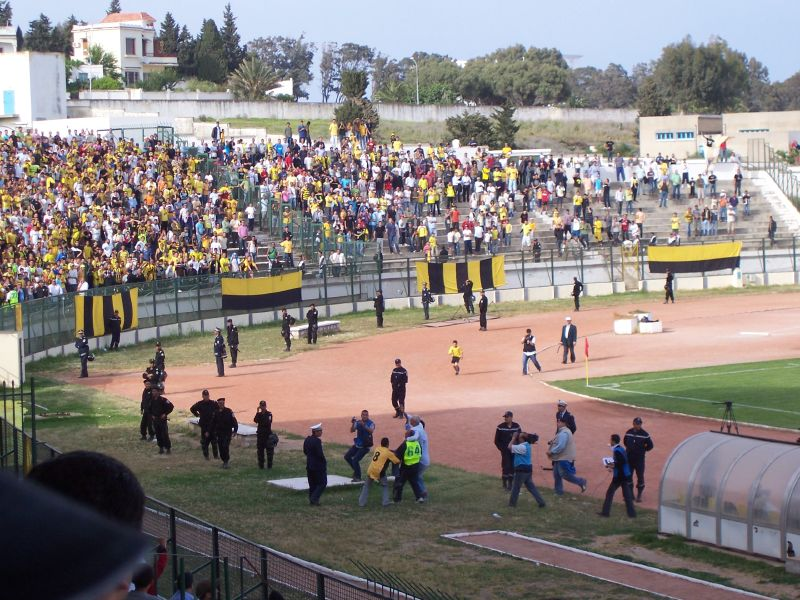
Supporters dans une tribune.